# Kerrea Gilbert
Kerrea Gilbert (Londra, 28 febbraio 1987) è un ex calciatore inglese, di ruolo difensore.

## Carriera
Nel 2005-2006 giocava nelle giovanili dell'Arsenal, ma talvolta veniva anche utilizzato dalla prima squadra, con cui debuttò in prima squadra il 29 novembre 2005 in Football League Cup, e il 7 dicembre debuttò anche in Champions League contro l'Ajax.
Il 7 gennaio 2006 debuttò in FA Cup contro il Cardiff City, e due settimane dopo debuttò in Premier League contro l'Everton.
Successivamente fu ceduto in prestito per un anno e mezzo al Cardiff City e successivamente al Southend United. Nel 2011 viene tesserato con i Portland Timbers.
Passa da svincolato allo Yeovil Town nell'estate del 2011
Il 1º febbraio 2012 passa allo Shamrock Rovers.

## Palmarès

### Club

#### Competizioni nazionali
- Coppa di Lega irlandese: 1

Shamrock Rovers: 2013